# Graniczny Stok
Graniczny Stok – zbocze górskie w południowo-zachodniej Polsce w Sudetach Wschodnich, w Masywie Śnieżnika. 

## Położenie
Zbocze Graniczny Stok położone jest w Sudetach Wschodnich, na terenie Śnieżnickiego Parku Krajobrazowego, w środkowo-wschodniej części Masywu Śnieżnika, około 1,3 km na południowy wschód od Śnieżnika.   

## Charakterystyka
Graniczny Stok stanowi fragment północnego zbocza grzbietu granicznego, odchodzącego od Śnieżnika na wschód do Przełęczy Płoszczyna. Rozciąga się na długości ok. 1,3 km od Przełęczy czes Stříbrnicke sedlo na zachodzie do Przełęczy Głęboka Jama (Siodło Martina) na wschodzie, na wysokości około 950 do 1150 m n.p.m. Obejmuje położone po polskiej stronie północne zbocze wzniesienia Stříbrnická, wznoszącego się w grzbiecie granicznym po czeskiej stronie. Zbocze stromo opada w kierunku północnym w stronę Głębokiej Jamy. Zbocze zbudowane jest z gnejsowych skał metamorfiku Lądka i Śnieżnika. Graniczny Stok porasta rzadki dolnoreglowym las świerkowy z domieszką buka, jodły, sosny. Las w latach 80. XX wieku podczas klęski ekologicznej został częściowo zniszczony. Na zboczu występują liczne kamienie i głazy. 

## Turystyka
Partią szczytową Granicznego Stoku przechodzi  szlak turystyczny z Przełęczy Płoszczyna na Śnieżnik.